# Armand Isaac-Bénédic
Armand Isaac-Bénédic, född 26 augusti 1875 i Paris, död där 20 oktober 1962, var en fransk curlingspelare. Han blev olympisk bronsmedaljör vid olympiska vinterspelen 1924 i Chamonix.